# 沈満升
沈 満升（朝鮮語: 심만승）は、高麗の文官であり、朝鮮氏族の豊山沈氏の始祖である。中国浙江省出身。
沈満升は、1110年に商売で高麗を訪れ、豊山県に定着したが、文学優れているため睿宗の寵愛を受けて清宦職に抜擢され、その後、尚書奉御、太子詹事府詹事に任官された。